# Paraplotosus muelleri
 Paraplotosus muelleri és una espècie de peix de la família dels plotòsids i de l'ordre dels siluriformes.

## Morfologia
- Els mascles poden assolir 26,8 cm de longitud total.[5][6]

## Alimentació
Menja mol·luscs gastròpodes i crustacis.

## Hàbitat
És un peix marí, de clima tropical i associat als esculls de corall que viu entre 0-8 m de fondària.

## Distribució geogràfica
Es troba al nord-oest d'Austràlia, incloent-hi el Territori del Nord.

## Costums
Sembla que és nocturn.